# Moraea flexicaulis
Moraea flexicaulis là một loài thực vật có hoa trong họ Diên vĩ. Loài này được Goldblatt mô tả khoa học đầu tiên năm 2002.